# 짐 그레이
제임스 니콜라스 "짐" 그레이(James Nicholas "Jim" Gray, 1944년 1월 12일 ~ 2007년 1월 28일 바다에서 실종, 2012년 5월 16일 사망 선언)는 미국의 컴퓨터 과학자로, 1998년 데이터베이스와 트랜잭션 처리 연구 및 시스템 구현에 기여한 점을 인정 받아 튜링상을 수상했다.

## 생애
그레이는 미군 소속의 아버지와 당시 선생이었던 어머니의 둘째 아이로 미국 캘리포니아주 샌프란시스코에서 태어났다. 가족은 로마로 이사했고, 그레이는 3년 동안 그곳에서 영어보다 이탈리아어를 먼저 익혔다. 그 뒤 버지니아로 이주하였고, 4년 후 부모가 이혼하면서 그의 어머니와 샌프란시스코로 돌아온다. 그의 아버지는 아마추어 발명가로 타자기의 리본 카트리지를 설계하여 특허를 냈고 이로 말미암아 상당한 로열티를 벌어들였다.
공군 아카데미를 포기하고, 그는 캘리포니아 대학교 버클리로 입학한다. 1961년 1학년 시절에 학기당 67달러의 학비만 냈다.
그레이는 결혼 이후 그의 아내 로레타와 함께, 아내의 고향인 뉴저지로 이주했다. 벨 연구소에서 추후 멀틱스의 일부가 되는 디지털 시뮬레이션 작업을 했다.
2007년 1월 28일 샌프란시스코 연안에서 실종되었다. 행방 불명 상태였던 그레이는 2012년 5월 16일 법적으로 바다에서 사망한 것으로 간주된다.

## 관련 서적
- Transaction Processing: Concepts and Techniques (with Andreas Reuter) (1993). ISBN 1-55860-190-2.
- The Benchmark Handbook: For Database and Transaction Processing Systems (1991). Morgan Kaufmann. ISBN 978-1-55860-159-8.

## 참조
1. ↑  “DeWitt Undergraduate CS Scholarship: Dr. James Gray”. 위스콘신 대학교 매디슨. 2010년 2월 23일에 원본 문서에서 보존된 문서. 2010년 1월 18일에 확인함.
2. 1 2 3 4 5 6  Oral History Interview with Jim Gray ([purl.umn.edu/107339 Synopsis] at Charles Babbage Institute, University of Minnesota. 3 January 2002. Retrieved 2010-01-19.
3. 1 2  Greengard, Samuel (2012년 6월).  Vardi, Moshe, 편집. “Jim Gray Declared Dead”. 《Communications of the ACM》 (ACM Media) 55 (7): 19. ISSN 0001-0782.
4. ↑  Wingfield, Nick (2012년 5월 18일). “Closure in Disappearance of Computer Scientist”. 《The New York Times》. 2012년 5월 18일에 확인함.